# Martizay
 Martizay  es una población y comuna francesa, en la región de  Centro, departamento de Indre, en el distrito de Le Blanc y cantón de Tournon-Saint-Martin.

## Demografía
| 1399 | 1312 | 1201 | 1163 | 1124 | 1049 |
| Para los censos de 1962 a 1999 la población legal corresponde a la población sin duplicidades (Fuente: INSEE [Consultar]) |      |      |      |      |      |